# Кинетохор
Кинетохор је парна протеинска структура у пределу центромере хромозома. За њега се везују нити деобног вретена па је сваки хромозом у метафази митозе повезан за оба пола ћелије.
Хемијски састав кинетохора није сасвим тачно утврђен мада се сигурно зна да садржи базне протеине. За њега се под углом од 90° везује од 4 до 40 микротубула (граде нити деобног вретена) што зависи од величине самог кинетохора. Поједине микротубуле продиру чак до хроматинског материјала.

## Врсте
Уочен је електронским микроскопом и различито је грађен у хромозомима различитих организама:
- код виших биљака је лоптастог облика
- код човека, различитих животиња и нижих биљака је трослојан (триламинаран).

Триламинарни кинетохор се састоји од три дела:
- део за који су причвршћене нити деобног вретена и он је најгушћи
- средњи део који је блеђи
- унутрашњи, гушћи део који належе на хроматин.